# سيدايلو
بلدية سيدايلو (بالإسبانية: Cedillo)‏، هي بلدية تقع في مقاطعة قصرش والتي تقع في منطقة إكستريمادورا، غرب إسبانيا.
يبلغ عدد سكانها 518 نسمة وفقاً لإحصائية سنة (2008).